# Vrana (Pakoštane)
Vrana est un village de la municipalité de Pakoštane (Comitat de Zadar) en Croatie. Au recensement de 2011, le village comptait 790 habitants.